# Нане, Джозеф
Джозеф Нане Фис Эоне (англ. Joseph Nane Fils Eone; 12 марта 1987, Яунде) — камерунский футболист, полузащитник.

## Карьера игрока

### Любительская
Джозеф поступил в Католический университет Камеруна, где получил приглашение из США играть в футбол в 2006 году. Он перешёл в Университет Олд Доминион и в 2008 году вошёл во второй состав сборной Атлетических ассоциаций колледжей. Во время своего обучения играл за клуб «Хэмптон Роудс Пираньяс» в Премьер-лиге развития.

### Профессиональная
В январе 2010 года на Супердрафте MLS Нане был выбран в 4-м раунде под общим 53-м номером клубом «Торонто». 5 апреля клуб подписал с игроком молодёжный контракт. Его профессиональный дебют состоялся в матче против «Нью-Инглэнд Революшн» 10 апреля.
30 ноября 2010 года «Торонто» обменял Нане в «Колорадо Рэпидз» на право выбора в 3-м раунде Супердрафта MLS 2012. За «Рэпидз» он дебютировал 8 апреля 2011 года в матче против «Далласа». 4 августа 2012 года в матче против «Реал Солт-Лейк» забил свой первый гол в MLS. По окончании сезона 2012, 16 ноября, «Колорадо Рэпидз» не стал продлевать контракт с Нане. Он был доступен на Драфте возвращений MLS 2012, но не был выбран ни в одном из его раундов.
12 марта 2013 года Нане подписал контракт с клубом Североамериканской футбольной лиги «Нью-Йорк Космос», сыграв в первом сезоне в 10 матчах (из них 5 в стартовом составе). Сезон завершился выигрышем в 2013 году Соккер Боула NASL, причём в финале был обыгран клуб «Атланта Силвербэкс». 25 января 2014 года контракт был продлён, и весной того же года Нане сыграл в 8 матчах (из них 6 — в стартовом составе) и записал свою первую голевую передачу (31 мая 2014 года он помог этим самым одержать победу со счётом 3:0 над «Форт-Лодердейл Страйкерс»). «Нью-Йорк Космос» завершил сезон на 2-м месте с 6 победами, двумя поражениями и ничьей. Всего же в регулярном сезоне 2014 года Нане сыграл в 21 матче (из них 13 в стартовом составе), а после истечения срока контракта покинул клуб в конце 2014 года.
В 2015 году Нане выступал за «Сан-Антонио Скорпионс», но 22 декабря 2015 года команду расформировали.
С февраля 2016 года Нане представлял казахстанский клуб «Окжетпес». В июне 2017 года в связи с серьёзной травмой контракт «Окжетпеса» с Нане был расторгнут по обоюдному согласию сторон.
Однако, в том же месяце игрок подписал контракт с «Актобе». В клубе провёл полсезона. После ухода клуб остался ему должен 19 млн тенге.
В феврале 2018 года Нане стал игроком «Атырау». В январе 2019 года покинул клуб.
Выступал во Втором дивизионе Кипра: в сезоне 2019/20 — за «ПО Ксилотимву», в сезоне 2020/21 — за «АСИЛ Лиси».
13 сентября 2021 года Нане подписал контракт с клубом Чемпионшипа ЮСЛ «Окленд Рутс» на оставшуюся часть сезона 2021. За «Рутс» дебютировал 18 сентября в матче против «Лос-Анджелес Гэлакси II». 21 января 2022 года Нане перезаключил контракт с «Окленд Рутс». По окончании сезона 2023 контракт Нане с «Окленд Рутс» истёк.

## Карьера тренера
В начале 2024 года Нане вошёл в технический штаб «Окленд Рутс» в качестве ассистента главного тренера Ноуа Дельгадо.

## Достижения
- Победитель Первенства Канады: 2010 (Торонто)
- Победитель Соккер Боула: 2013 (Нью-Йорк Космос)

## Личная жизнь
Нане является обладателем грин-карты, что позволяет ему в MLS не считаться иностранным игроком.

## Статистика
| Клуб                  | Сезон            | Лига                         | Лига | Лига | Национальный кубок | Национальный кубок | Континентальный кубок | Континентальный кубок | Прочее | Прочее | Итого | Итого |
| Клуб                  | Сезон            | Дивизион                     | Игры | Голы | Игры               | Голы               | Игры                  | Голы                  | Игры   | Голы   | Игры  | Голы  |
| --------------------- | ---------------- | ---------------------------- | ---- | ---- | ------------------ | ------------------ | --------------------- | --------------------- | ------ | ------ | ----- | ----- |
| Торонто               | 2010             | Major League Soccer          | 11   | 0    | 1                  | 0                  | 5                     | 0                     | -      | -      | 17    | 0     |
| Колорадо Рэпидз       | 2011             | Major League Soccer          | 10   | 0    | 0                  | 0                  | 5                     | 0                     | 1      | 0      | 16    | 0     |
| Колорадо Рэпидз       | 2012             | Major League Soccer          | 9    | 1    | 0                  | 0                  | -                     | -                     | -      | -      | 9     | 1     |
| Колорадо Рэпидз       | Итого            | Итого                        | 19   | 1    | 0                  | 0                  | 5                     | 0                     | 1      | 0      | 25    | 1     |
| Нью-Йорк Космос       | 2013             | North American Soccer League | 9    | 0    | 0                  | 0                  | -                     | -                     | 1      | 0      | 10    | 0     |
| Нью-Йорк Космос       | 2014             | North American Soccer League | 21   | 0    | 3                  | 0                  | -                     | -                     | 1      | 0      | 25    | 0     |
| Нью-Йорк Космос       | Итого            | Итого                        | 30   | 0    | 3                  | 0                  | -                     | -                     | 2      | 0      | 35    | 0     |
| Сан-Антонио Скорпионс | 2015             | North American Soccer League | 23   | 1    | 0                  | 0                  | -                     | -                     | -      | -      | 23    | 1     |
| Окжетпес              | 2016             | Казахстанская Премьер-лига   | 30   | 0    | 1                  | 0                  | -                     | -                     | -      | -      | 31    | 0     |
| Окжетпес              | 2017             | Казахстанская Премьер-лига   | 9    | 0    | 1                  | 0                  | -                     | -                     | -      | -      | 10    | 0     |
| Окжетпес              | Итого            | Итого                        | 39   | 0    | 2                  | 0                  | -                     | -                     | -      | -      | 41    | 0     |
| Актобе                | 2017             | Казахстанская Премьер-лига   | 19   | 2    | 0                  | 0                  | -                     | -                     | -      | -      | 19    | 2     |
| Атырау                | 2018             | Казахстанская Премьер-лига   | 24   | 1    | 3                  | 0                  | -                     | -                     | -      | -      | 27    | 1     |
| Окленд Рутс           | 2021             | USL Championship             | 5    | 0    | -                  | -                  | -                     | -                     | 2      | 0      | 7     | 0     |
| Окленд Рутс           | 2022             | USL Championship             | 23   | 1    | 1                  | 0                  | -                     | -                     | 2      | 0      | 26    | 1     |
| Окленд Рутс           | 2023             | USL Championship             | 22   | 0    | 2                  | 0                  | -                     | -                     | -      | -      | 24    | 0     |
| Окленд Рутс           | Итого            | Итого                        | 50   | 1    | 3                  | 0                  | -                     | -                     | 4      | 0      | 57    | 1     |
| Итого за карьеру      | Итого за карьеру | Итого за карьеру             | 215  | 6    | 12                 | 0                  | 10                    | 0                     | 7      | 0      | 244   | 6     |